# Вестерн-Харбор-Кроссинг

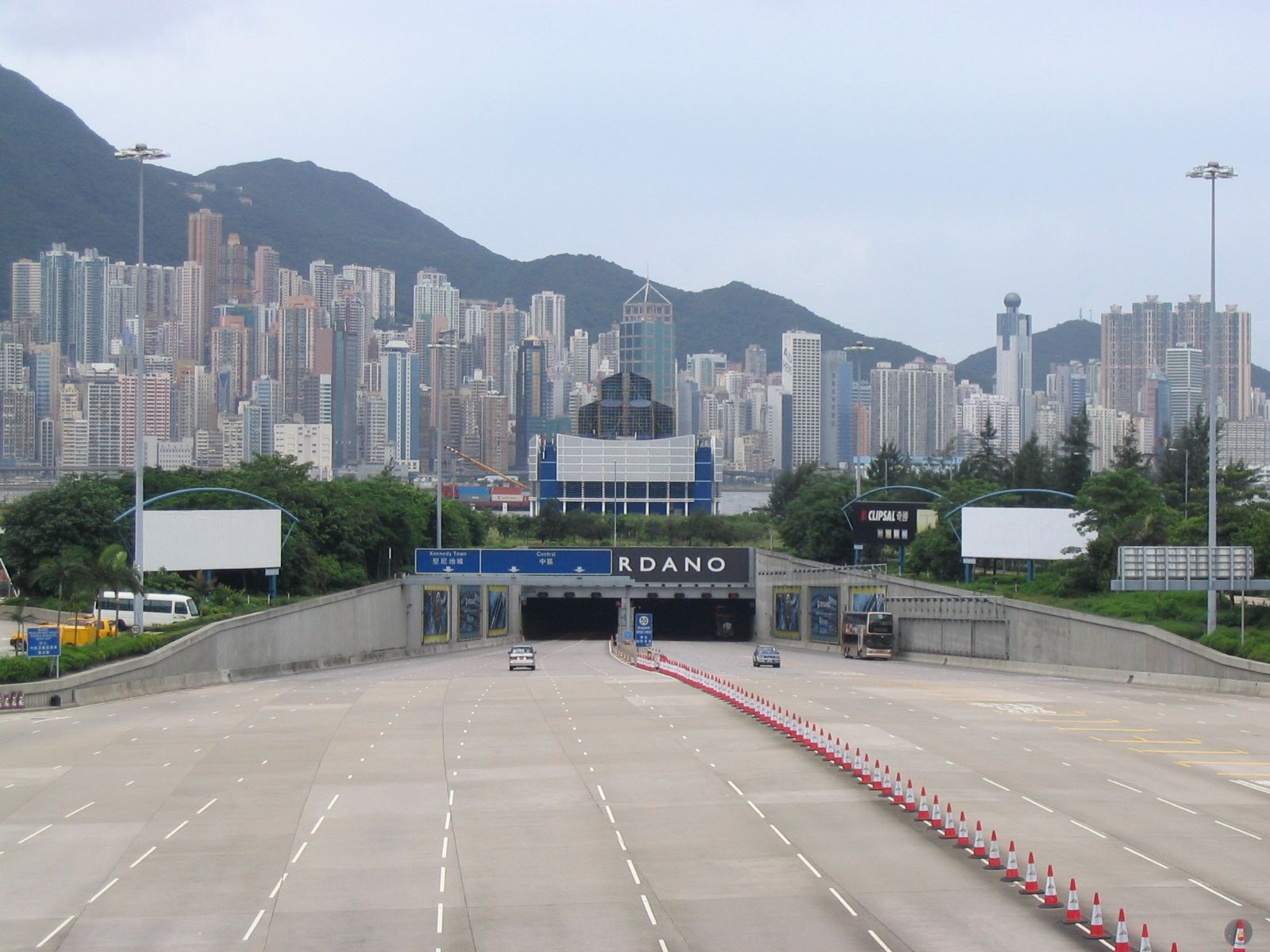
Въезд со стороны Коулуна

Вестерн-Харбор-Кроссинг (Western Harbour Crossing, 西區海底隧道, также известен по аббревиатуре WHC) — гонконгский подводный автомобильный тоннель, построенный под водами бухты Виктория. Связывает остров Гонконг (район Сайвань) и полуостров Коулун (район Западный Коулун). Открылся в 1997 году (последний из трёх автомобильных туннелей, пересёкших бухту Виктория).
Состоит из двух туннелей, каждый из которых имеет по три полосы движения (длина туннеля составляет 1,97 км). Вестерн-Харбор-Кроссинг построен методом погружения на морское дно уже готовых секций туннеля, которые под водой присоединялись к предыдущим секциям. Вестерн-Харбор-Кроссинг является частью грандиозного проекта Airport Core Programme — сети мостов, туннелей и эстакад, которые связали новый международный аэропорт Чхеклапкок с островом Гонконг.  
Строителем, владельцем и оператором туннеля является компания Western Harbour Tunnel Company Limited (совместное предприятие компаний The Cross-Harbour (Holdings), CITIC Pacific и Kerry Properties). Концессия на управление туннелем, полученная от властей Гонконга, действует с 1993 по 2023 год.

## История

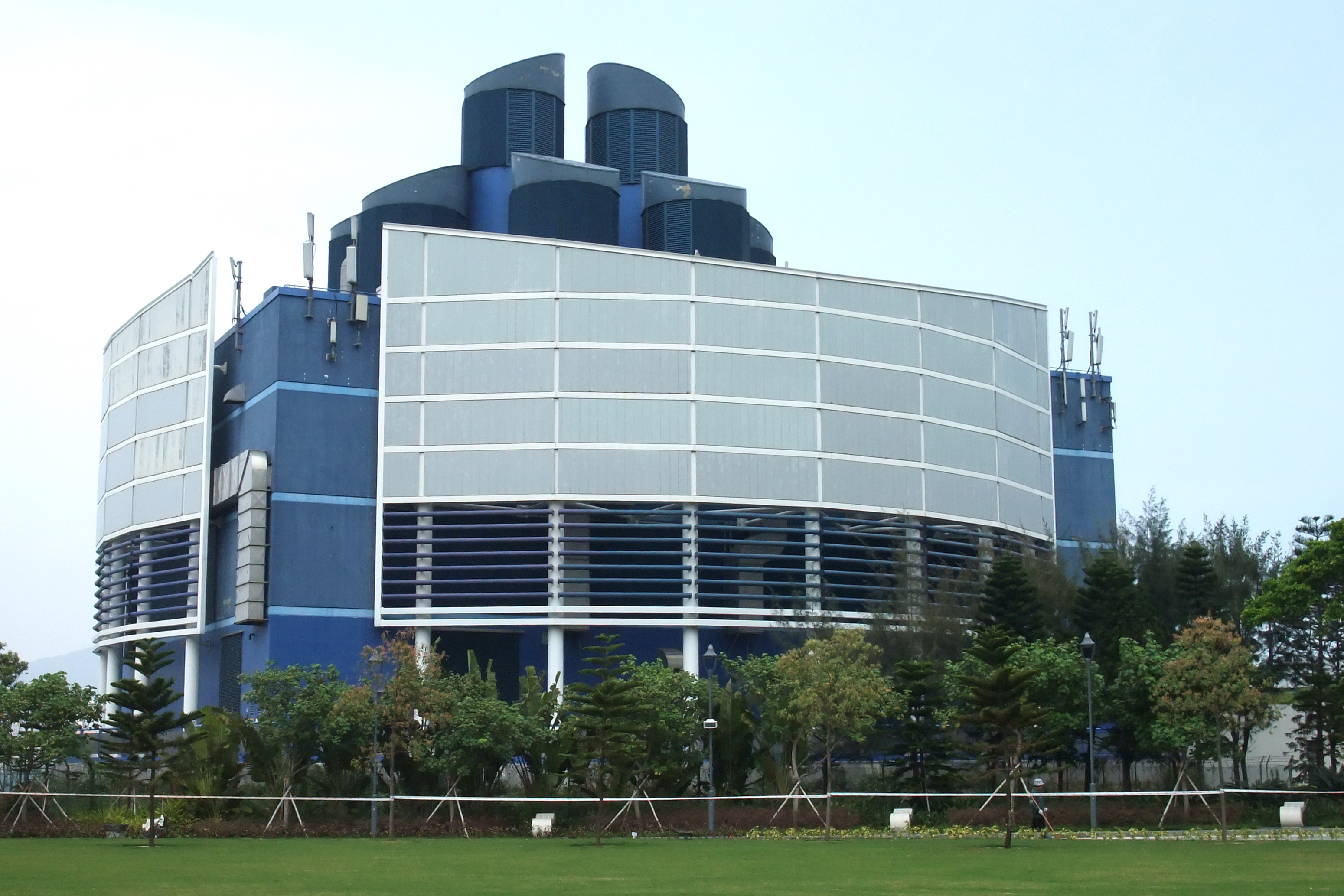
Вентиляционный комплекс туннеля

Уже в начале 1980-х годов стало ясно, что открытый в 1972 году тоннель Кросс-Харбор не справляется с трафиком через бухту Виктория. К тому же, после утверждения плана переноса гонконгского аэропорта, возникла острая необходимость в новой инфраструктурной системе, которая связала бы остров Гонконг, полуостров Коулун, новый контейнерный терминал в округе Кхуайчхин и остров Лантау.
В сентябре 1991 года британские и китайские власти подписали меморандум о поддержке проекта нового аэропорта и его транспортной инфраструктуры. Частные компании, заинтересованные в участии в проекте, стали создавать консорциумы. В итоге в тендере, объявленном властями, победил консорциум компаний Wheelock & Co и CITIC. В 1993 году сформированная ими компания Western Harbour Tunnel Company Limited была объявлена оператором Вестерн-харбор-кроссинг и приступила к строительству туннеля.  
Через туннель проходит автострада №3, связывающая районы Сайвань и Юньлон, а также десятки автобусных маршрутов компаний Kowloon Motor Bus, New World First Bus и Citybus. В Сайване автострада №3 соединяется с автострадой №4, которая тянется вдоль северного побережья острова Гонконг. Из-за интенсивного движения в часы пик на подъездных путях к туннелю нередко наблюдаются пробки (хотя Вестерн-харбор-кроссинг значительно уступает по популярности туннелю Кросс-Харбор).
По состоянию на начало 2013 года стоимость проезда через туннель составляла: для мотоциклов — 25 гонк. долл., для такси — 50 долл., для частных легковых автомобилей — 55 долл., для общественных и частных микроавтобусов и лёгких коммерческих автомобилей — 65 долл., для средних коммерческих автомобилей — 90 долл., для общественных и частных автобусов — 100 долл., для тяжёлых коммерческих автомобилей — 120 долл., для двухэтажных общественных и частных автобусов — 140 долл.